# Tuberaria guttata

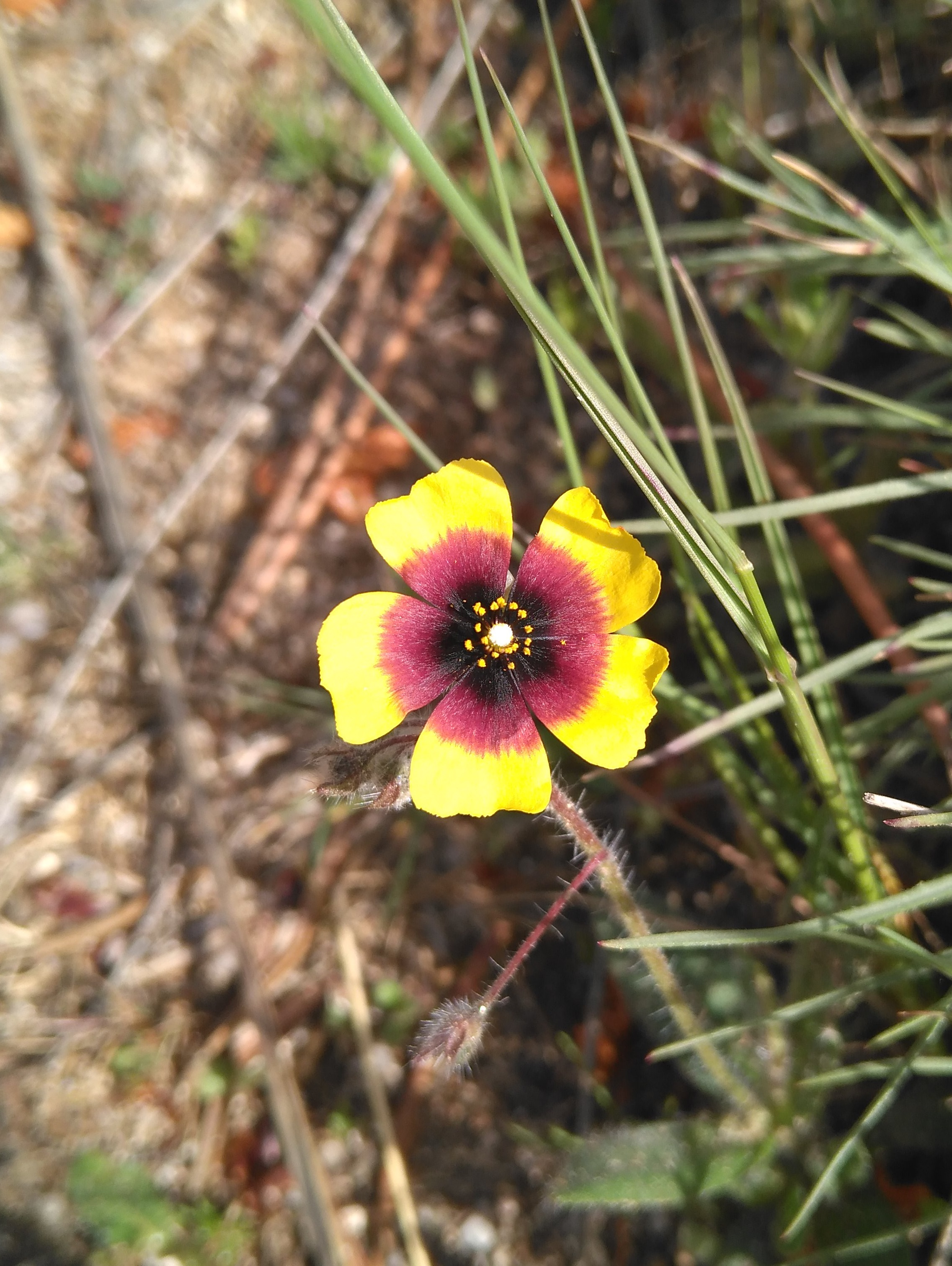
Tuberaria guttata en Bustarviejo, Madrid.

Tuberaria guttata es  una especie de plantas de la familia de las cistáceas.

## Descripción
Es una especie  pelosa, anual, 5-30 cm, de roseta basal de hojas elípticas a obovadas. Hojas superiores con pelos estrellados. Flores amarillas, 1-2 cm de diámetro, con pétalos normalmente moteados de color oscuro en su base, en inflorescencias terminales de largos cabillos; sépalos desiguales. Florece en primavera. 

## Hábitat
Habita en arenas, bosques abiertos, riscos, y en pastizales de terófitos.

## Distribución
En la Europa mediterránea, Portugal, España, Irlanda, Gran Bretaña, Holanda, Alemania y Bulgaria.

## Sinonimia
- Cistus serratus Cav. [1793]
- Xolantha acuminata (Viv.) Gallego, Muñoz Garm. & C.Navarro [1993]
- Therocistus acuminatus (Viv.) Holub [1986]
- Cistus acuminatus Viv. [1804]
- Tuberaria variabilis var. mixta Merino [1912]
- Tuberaria variabilis var. maritima Merino [1905]
- Tuberaria variabilis subsp. eriocaulon (Dunal) Sennen [1936]
- Tuberaria guttata var. serrata (Cav.) C.Vicioso [1946]
- Tuberaria guttata var. bupleurifolium (Lam.) Batt. [1904]
- Tuberaria guttata var. breweri (Planch.) Grosser in Engl. [1903]
- Tuberaria guttata subsp. littoralis (Rouy & Foucaud) Guin. in Guin. & R.Vilm. [1982]
- Tuberaria guttata subsp. bupleurifolia (Lam.) Mendonça & Vasc. [1958]
- Tuberaria gallecica (Merino) Pau & Merino in Merino [1905]
- Tuberaria bupleurifolia (Lam.) Willk. [1859]
- Tuberaria breweri (Planch.) Willk. [1859]
- Therocistus inconspicuus (Thibaud ex Pers.) Holub [1986]
- Therocistus guttatus subsp. littoralis (Rouy & Foucaud) Holub [1986]
- Helianthemum variabile Amo [1873]
- Helianthemum serratum (Cav.) Mérat [1812]
- Helianthemum guttatum var. serratum DC. in Lam. & DC. [1815]
- Helianthemum guttatum var. maritimum J.Lloyd & Foucaud [1876]
- Helianthemum guttatum var. immaculatum Bréb. [1835]
- Helianthemum guttatum var. eriocaulon (Dunal) Mutel [1834]
- Helianthemum guttatum var. columnae Dunal in DC. [1824]
- Helianthemum guttatum var. cavanillesii Dunal in DC. [1824]
- Helianthemum guttatum var. bupleurifolium (Lam.) Samp. [1909]
- Helianthemum guttatum var. acuminatum (Viv.) P.Fourn. [1936]
- Helianthemum guttatum subsp. milleri (Willk.) Maire [1928]
- Helianthemum guttatum subsp. littorale (Rouy & Foucaud) P.Fourn. [1936]
- Helianthemum guttatum subsp. eriocaulon (Dunal) Arcang. [1882]
- Helianthemum guttatum subsp. bupleurifolium (Lam.) Cout. [1913]
- Helianthemum guttatum subsp. breweri (Planch.) Syme in Sowerby [1864]
- Helianthemum guttatum proles littorale Rouy & Foucaud [1895]
- Helianthemum guttatum proles bupleurifolium (Lam.) Rouy & Foucaud [1895]
- Helianthemum eriocaulon Dunal in DC. [1824]
- Helianthemum bupleurifolium (Lam.) Dunal in DC. [1824]
- Helianthemum breweri Planch. in Hook. [1844]
- Cistus bupleurifolium Lam. [1786]
- Xolantha guttata (L.) Raf. [1838]
- Tuberaria variabilis Willk. [1859]
- Tuberaria guttata subsp. variabilis Litard. in Briq. [1936]
- Tuberaria annua Spach [1836]
- Therocistus guttatus (L.) Holub [1986]
- Helianthemum guttatum proles milleri Rouy & Foucaud [1895]
- Helianthemum guttatum (L.) Mill. [1768]
- Cistus guttatus L. [1753][1]